# Дворец под баранами
Дворец под баранами, другой вариант — Дворец Потоцких (пол. Pałac Pod Baranami, Pałac Potockich) — архитектурный памятник, находящийся в Кракове на Главной площади дом 27. В подвале здания находится кабаре «Подвал под баранами». Здание внесено в реестр охраняемых памятников Малопольского воеводства.

## История
Согласно городскому преданию дом получил своё название от овчарни, которая в раннее средневековье находилась на этом месте. В этой овчарне содержались овцы, предназначенные для продажи горожанам. Первоначально это место называлось «Gdzie Barany» (Где бараны).
Современное здание в стиле ренессанса было построено во второй половине XVI века путём соединения двух, стоящих поблизости, готических зданий. Первым владельцем этого здания был секретарь польского короля Юстус Людвик Дециуш. В XV и XVI веках дворец стал местом культурной жизни горожан. В нём бывали польские поэты Ян Кохановский, Миколай Рей и Лукаш Гурницкий . В 1576 году дворец был куплен королём Стефаном Баторием для размещения в нём венгерской пехоты. В это время во дворце проживал венгерский поэт Балинт Балашши. В последующее время здание перешло в собственность Катажины из Любомирске-Остроговске. В XVII веке владельцами дворца был шляхетский род Радзивиллов, который пристроил к нему дополнительный дом. После Радзивиллов дворец принадлежал роду Велёпольских.
В 1709 году Дворец под баранами посетил российский царевич Алексей.
В 1822 году дворец купил Артур Потоцкий и до начала Второй мировой войны здание принадлежало этой семье. В апреле 1846 года во время краковского восстания во дворце находился штаб Национальной гвардии. В 1854 году над входом со стороны Главной площади были установлены скульптурные композиции в виде трёх голов баранов авторства итальянского скульптора Франческо Марии Ланчи. В 1860 году Потоцкие произвели капитальный ремонт дома, во время которого был пристроен ещё один этаж, после чего дворец приобрёл современный вид. После этого ремонта сохранились первоначальные готические элементы на первом этаже, в подвальном помещении и на стене первого этажа со стороны внутреннего двора. На фасаде здания также сохранились барочные элементы XVIII века. В интерьере сохранились архитектурные декоративные элементы XVII-XIX вв.
На рубеже XIX и XX века Дворец под баранами стал местом собраний городских консервативных политических сил, местом общественной и культурной жизни. Потоцкие разместили в здании свою собрание фарфора, антикварной мебели и художественную галерею венецианских, германских и голландских художников. Во время Первой мировой войны во дворце размещался военный госпиталь.
Во время Второй мировой войны во дворце находилась комендатура Галицийского дистрикта, а после освобождения Кракова — комендатура советских войск, штаб СМЕРШа и комендатура НКВД. В 1947 году дворец был национализирован и в нём стал размещаться краковский Дом культуры, который действовал до 1990 года.
В 1947 году Дворец под баранами был внесён в реестр охраняемых памятников Малопольского воеводства (№ А-41).
В августе 1990 года здание было возвращено довоенным владельцам. В августе этого же года здание значительно пострадало от пожара, в результате чего оно ремонтировалось в течение нескольких лет.
В 1956 году в подвальном помещении дворца польский актёр Пётр Скшинецкий основал действующее до настоящего времени известное кабаре «Подвал под баранами». C 1969 года действует студийный кинотеатр «Kino Pod Baranami», который в 2009 году получил награду за лучшую кинематографическую программу, присуждаемую сетью «Europa Cinemas».